# Tsjernogorovo (Chaskovo)
Tsjernogorovo (Bulgaars: Черногорово) is een dorp in Bulgarije. Het dorp is gelegen in de gemeente Dimitrovgrad,  oblast Chaskovo. Het dorp ligt hemelsbreed 13 km ten noorden van de stad Chaskovo en 204 km ten zuidoosten van de hoofdstad Sofia.

## Bevolking
Op 31 december 2020 telde het dorp Tsjernogorovo 892 inwoners. Het aantal inwoners vertoont al jaren een dalende trend: in 1975 had het dorp nog 1.391 inwoners.
| Bevolkingsontwikkeling tussen 1934 en 2020          |
| --------------------------------------------------- |
|                                                     |
| Bron: Nationaal Statistisch Instituut van Bulgarije |

In het dorp wonen vooral etnische Bulgaren (483 personen oftewel 95,8% van de ondervraagden). Daarnaast was er ook een minderheid van etnische Roma (16 personen, oftewel 3,2%).
| Etnische samenstelling van de respondenten (2011) | Etnische samenstelling van de respondenten (2011) | Etnische samenstelling van de respondenten (2011) | Etnische samenstelling van de respondenten (2011) | Etnische samenstelling van de respondenten (2011) |
| ------------------------------------------------- | ------------------------------------------------- | ------------------------------------------------- | ------------------------------------------------- | ------------------------------------------------- |
|                                                   |                                                   |                                                   |                                                   |                                                   |
| Bulgaren                                          | Bulgaren                                          |                                                   | 95,8%                                             | 95,8%                                             |
| Turken                                            | Turken                                            |                                                   | 0,0%                                              | 0,0%                                              |
| Roma                                              | Roma                                              |                                                   | 3,2%                                              | 3,2%                                              |
| Anders/Onbekend                                   | Anders/Onbekend                                   |                                                   | 1,0%                                              | 1,0%                                              |

Bodrovo · Brod · Brjast · Dlagnevo ·
Dobritsj · Dolno Belevo · Goljamo Asenovo · Gorski Izvor · Jabalkovo · Kasnakovo · Krepost · Kroem · Malko Asenovo · Meritsjleri · Radievo · Rajnovo ·Svetlina · Skobelevo · Stalevo · Stransko · Tsjernogorovo · Varbitsa · Velikan · Voden · Zdravets · Zlatopole